# Ota Nutz

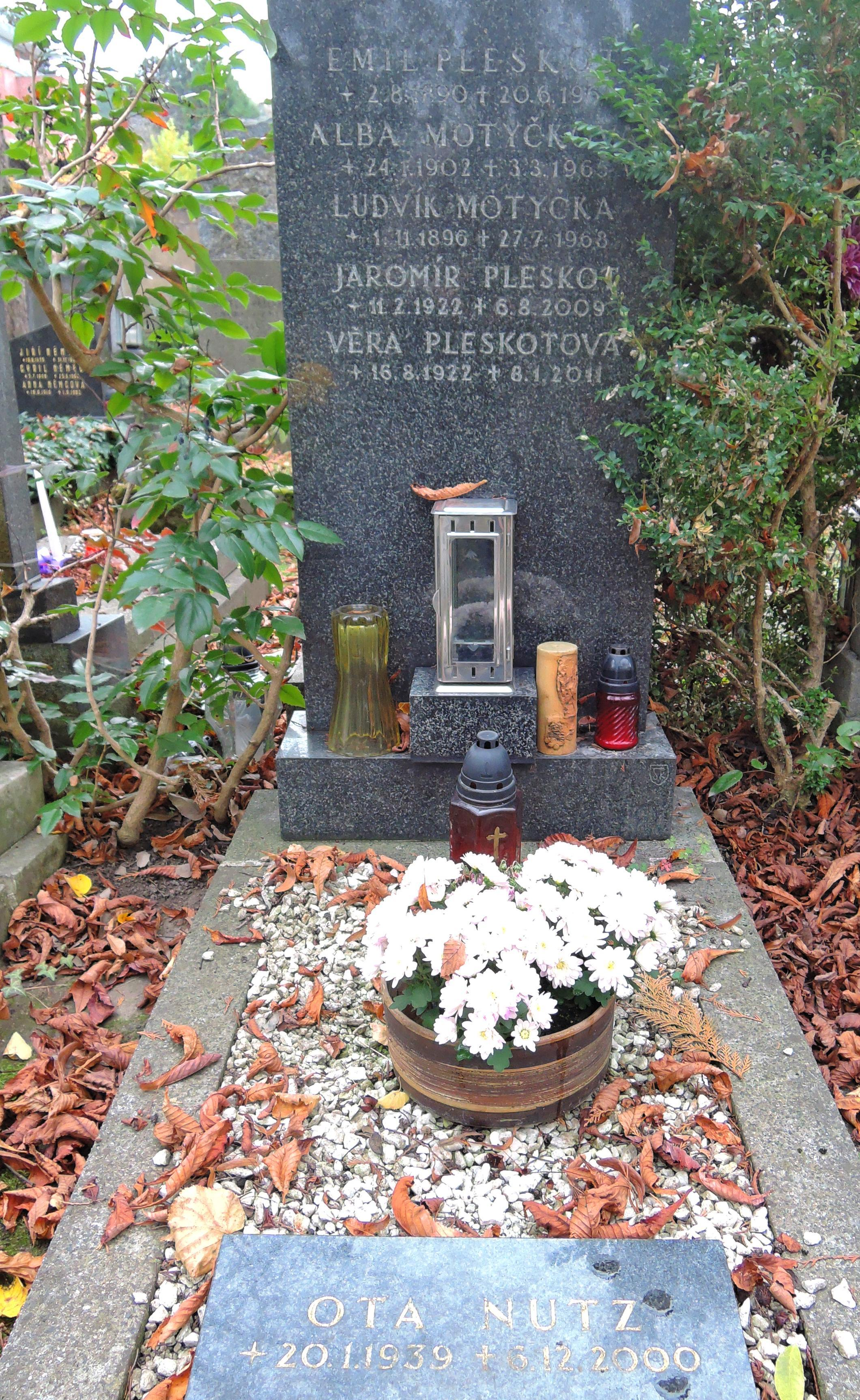
Střešovický hřbitov – hrob režiséra Jaromíra Pleskota a Oty Nutze

Ota Nutz, též Otto Nutz (20. ledna 1939 Jablonec nad Nisou – 6. prosince 2000 Praha) byl český rozhlasový a televizní reportér, publicista a dokumentarista.

## Životopis
Po absolvování střední školy vystudoval v letech 1957 až 1961 Institut osvěty a novinářství Univerzity Karlovy, kde se specializoval na obor rozhlas – televize. Od počátku 60. let působil jako redaktor v Československém rozhlase, nastoupil do jeho libereckého studia a pokračoval v redakci pro mládež v Praze. Na pozvání režiséra Vladimíra Branislava přešel roku 1968 (?) do Československé televize, kde pracoval v týmu oblíbeného cyklu televizních dokumentů Zvědavá kamera. 22.–23. srpna 1968 spolu s Vladimírem Toskem, Petrem Krulem a Oldřichem Čičatkou vytvořili provizorní nezávislé pracoviště Československé televize přímo u vysílače na Kleti. Kameramanem byl Josef Krejčí, přepravu a spojení s Prahou zajišťoval Vladimír Železný. Za toto a za srpnové vysílání Zvědavé kamery z roku 1968 byl při politických čistkách v roce 1969 z televize vyhozen. Z politických důvodů mu byla znemožněna práce ve všech sdělovacích prostředcích. Po odchodu pracoval ve stavební firmě Stavoservis, s níž odjel do Krkonoš.
Roku 1971 byl přizván k externí spolupráci s Československým rozhlasem. Autorsky se podílel na pořadech 3 x 60, a to stereo a Dveře dokořán. Patřily k nejlepšímu, co za normalizace v rozhlase vniklo. Po roce 1989 uváděl s Jiřím Vejvodou rozhlasový týdeník Kavárna u Kische, na který navazovala obdobně koncipovaná Kavárna Bohemia. Kromě toho se v 90. letech autorsky podílel na rozhlasovém týdeníku Kdyby všechny krásy světa a také na cyklech Život, osudy, osobnosti a Akcent. V jeho reportážích je zdokumentována řada osobností, např. Jiří Stivín, Marika Gombitová, Karel Svolinský, Petra Procházková nebo Václav Bartuška.

## Osobní život
Byl dvakrát ženat, jeho první manželka zemřela po autonehodě, syn se vystěhoval do USA. Druhá žena je Petra Pleskotová (*1947).
Zemřel předčasně po krátké nemoci v roce 2000 a je pohřben na hřbitově v Praze 6-Střešovicích.

## Památka
V pořadu Českého rozhlasu Dvojka na něho 20. 1. 2019 vzpomínali kolegové Tomáš Černý (redaktor), Věra Nová, Bronislava Janečková, Vlado Príkazský, Jiří Rückl, Jiří Vejvoda a Robert Tamchyna.